# ジョン・ルーベンス・スミス
ジョン・ルーベンス・スミス（John Rubens Smith、1775年1月23日 - 1849年8月21日）はイギリス生まれで、1807年からアメリカ合衆国で働いた画家、版画家である。19世紀初めのアメリカの風景を描いた版画などを残し、ニューヨークで美術学校も開いた。

## 略歴
ロンドンで生まれた。祖父のトーマス・スミス（Thomas Smith: 1715-1767)は風景画家で、父親のジョン・ラファエル・スミス（1751–1812）はロンドンで有名な画家の肖像画などをメゾチント版画にして出版し、成功した版画家であった。幼いころから父親から美術を学んだ後、ロイヤル・アカデミー・オブ・アーツの美術学校でも学んだとされる。
1807年頃アメリカ合衆国に移住し、ボストンやフィラデルフィア、ニューヨークなどアメリカ東海岸の街の風景を描いた版画や当時の有名な人物の肖像版画を残したことで知られている。アメリカで美術学校を開き、「Juvenile Drawing Book（少年のための描画の本）」(1826)の教科書を出版するなどアメリカ合衆国の初期の画家たちに影響を与えた。スミスに学んだ画家にはエマヌエル・ロイツェ（1816-1868）らがいる。
ニューヨークで亡くなった。息子のジョン・ローソン・スミス（John Rowson Smith: 1810–1864)は画家になり、サーカスの興行主、リチャード・リズリー・カーライルに雇われ、サーカスの演目「ムーヴィング・パノラマ」も描いた。

## 作品

フィラデルフィアの街の風景　(187/1849)
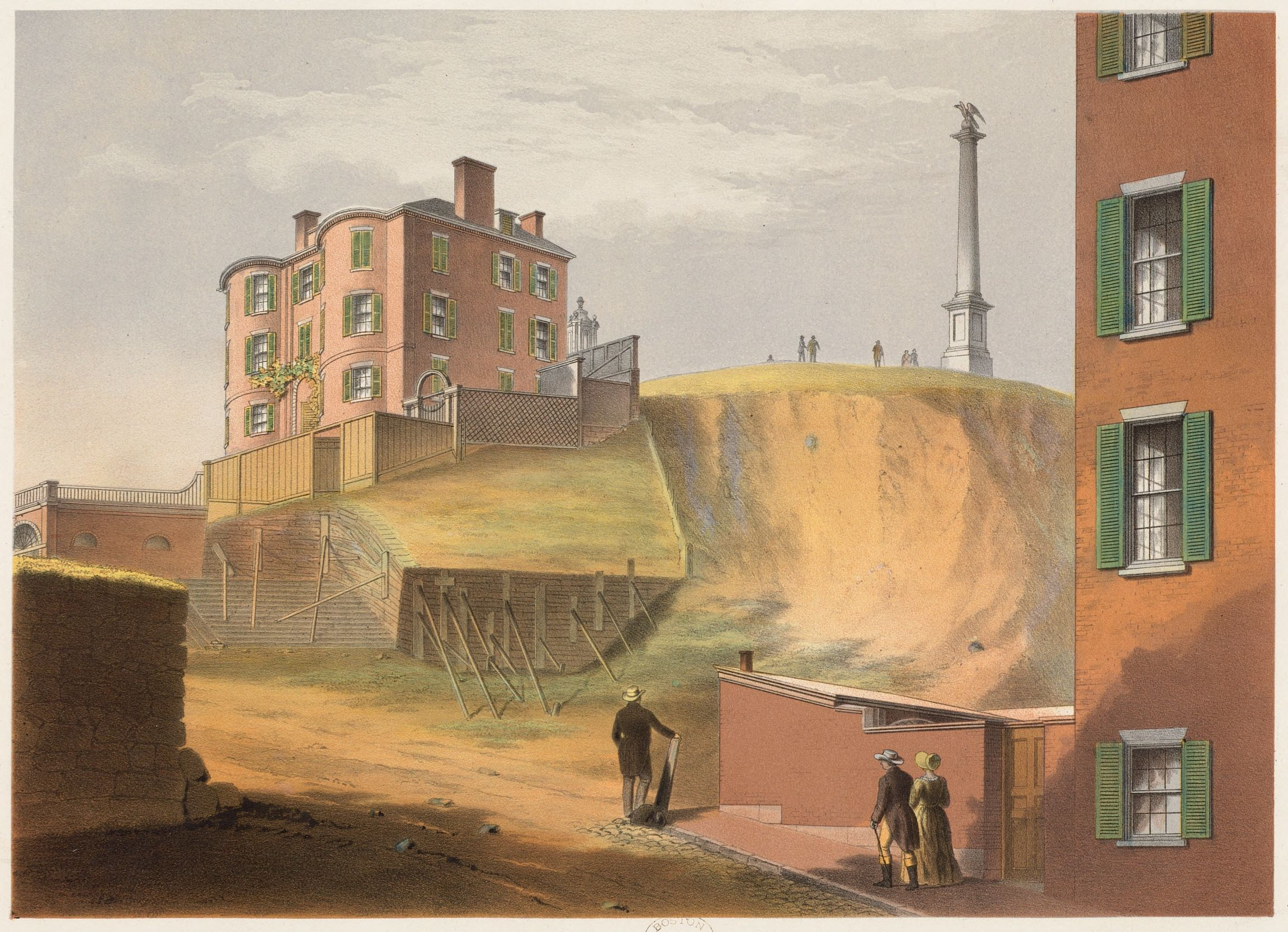
ボストンの風景
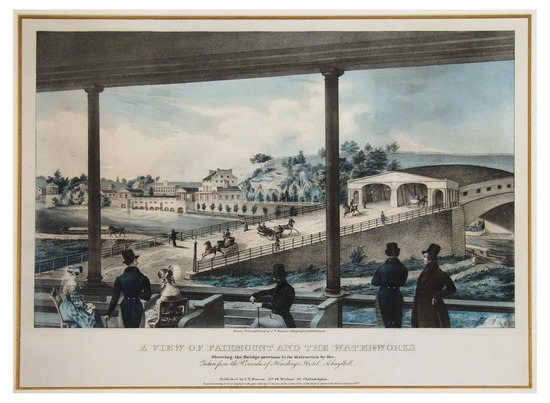
フィラデルフィアの水道局の風景

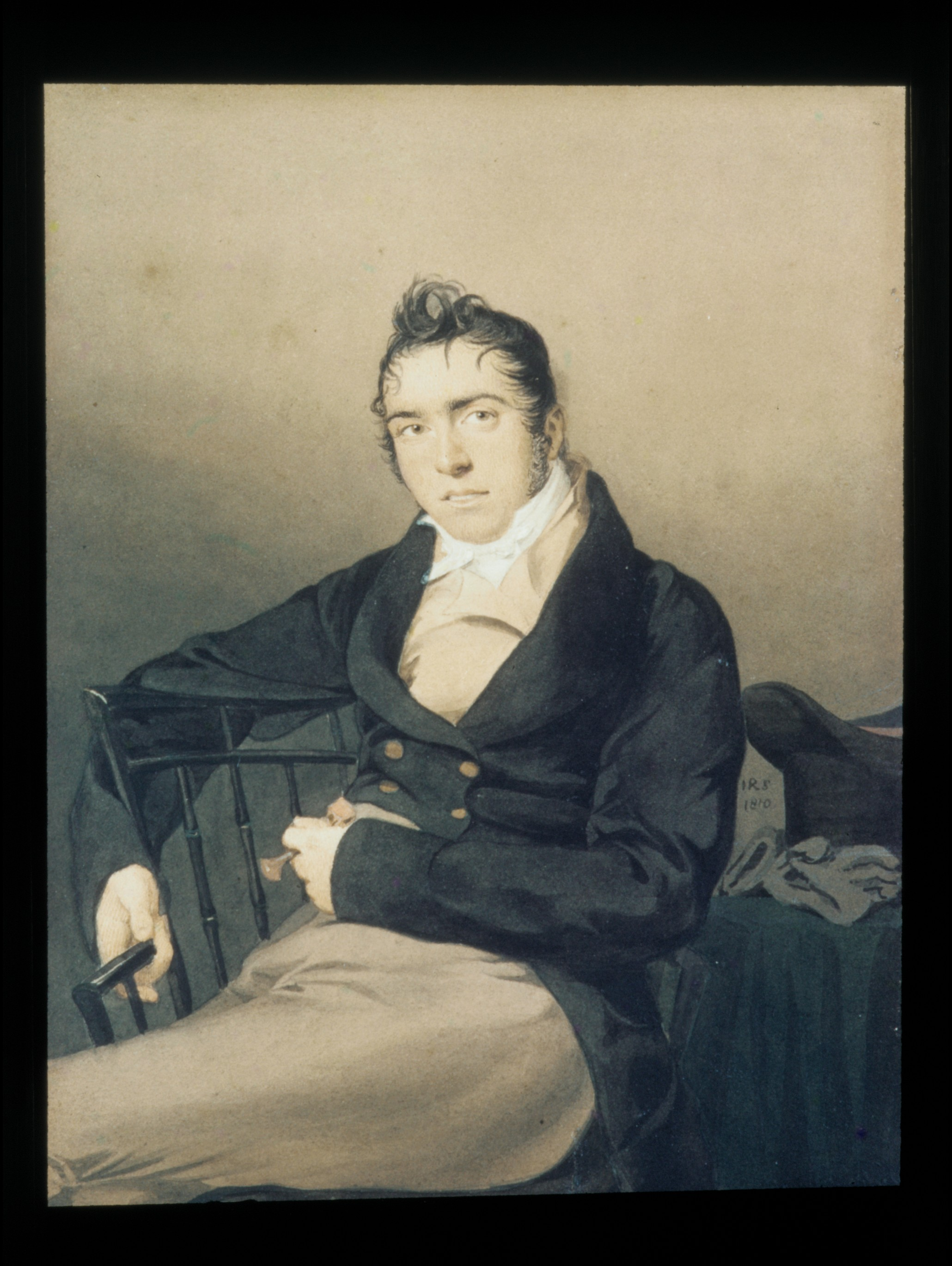
アラン・メルヴィル（ニューヨークの貿易商）
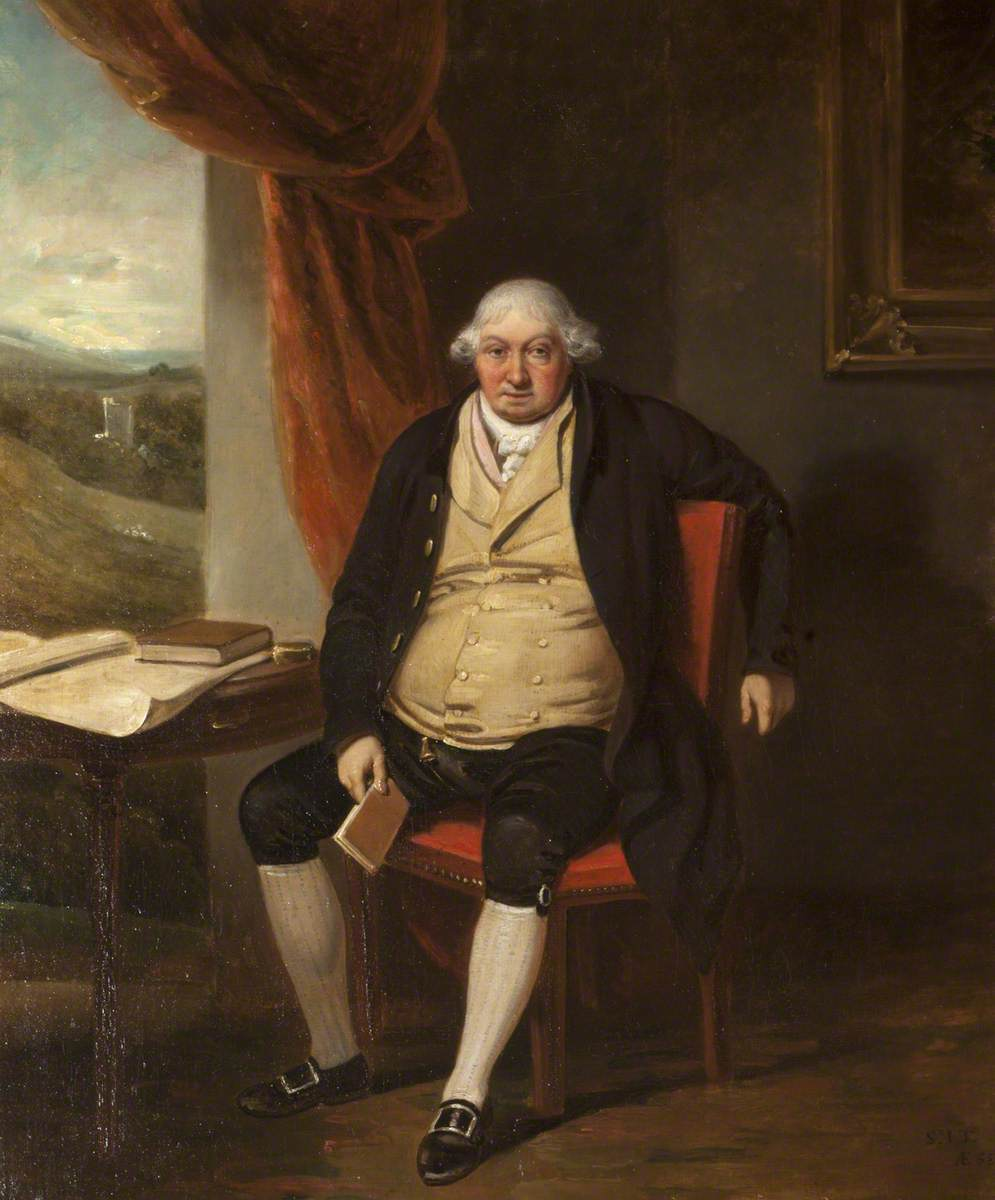
肖像画 (1829)
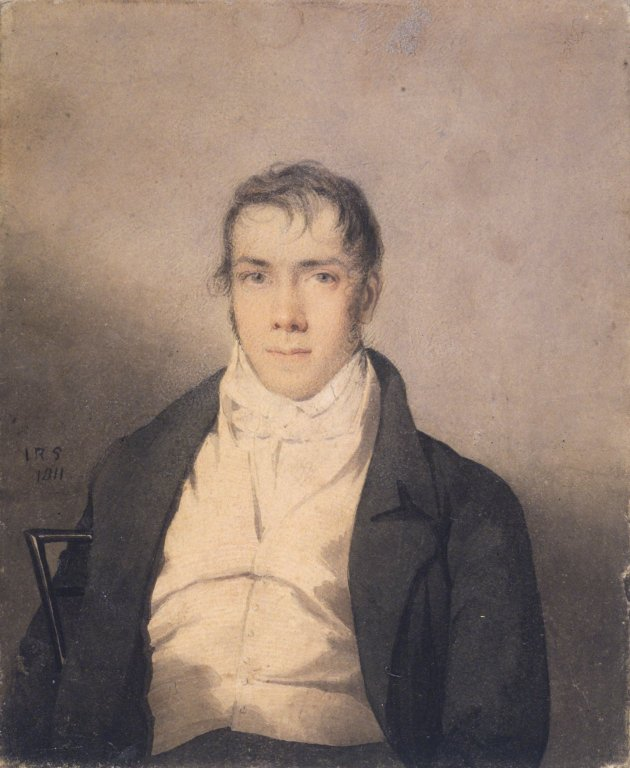
肖像画 (c.1811)
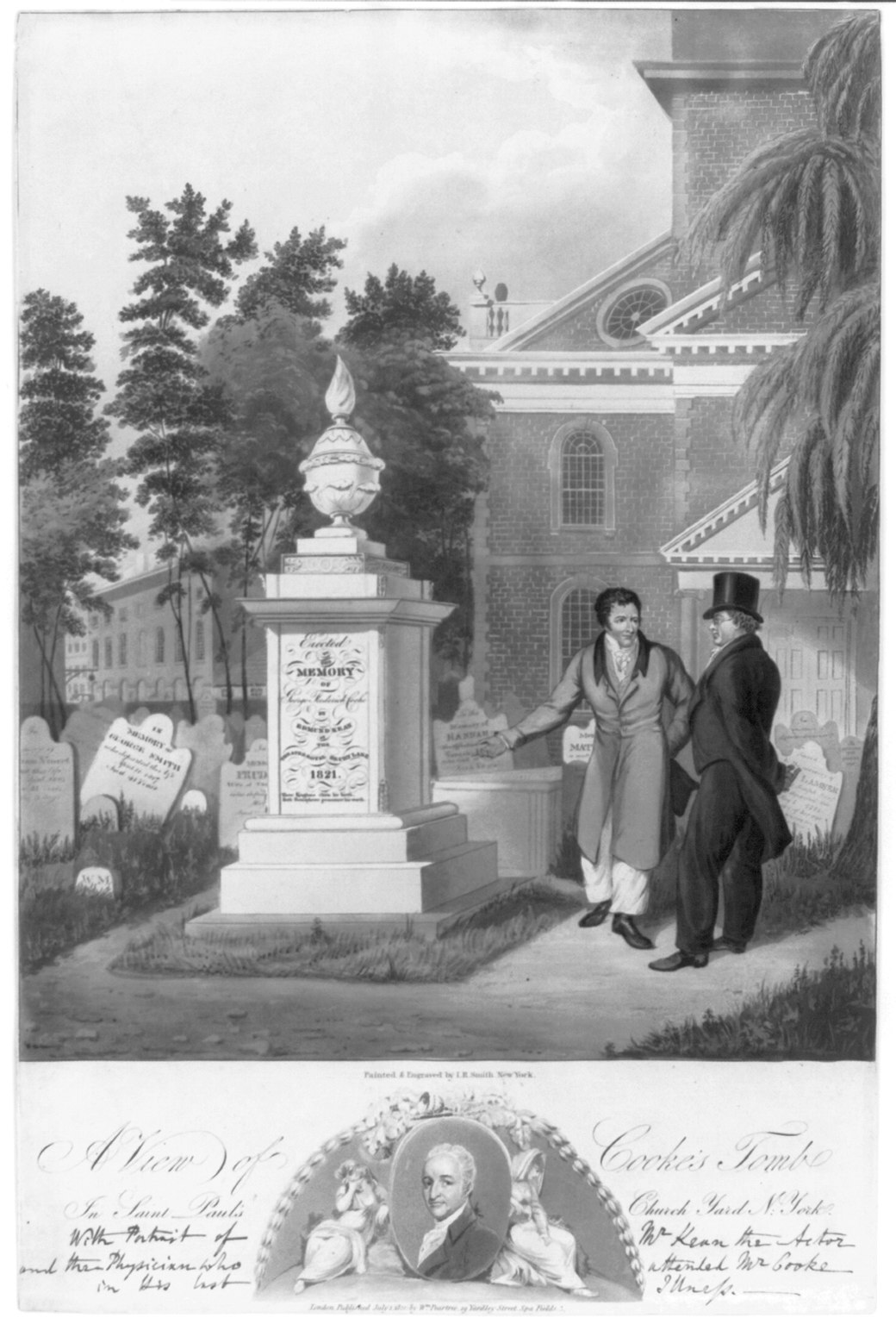
ニューヨークのセント・ポール教会の庭